# Tasuku Tsukada
Pour les articles homonymes, voir Tsukada.
Tasuku Tsukada (塚田 佐, Tsukada Tasuku) (né en 3 mars 1936 à Nagano, dans la préfecture de Nagano, et décédé le 22 février 2023) est un homme politique japonais et ancien maire de la ville de Nagano dans la préfecture de Nagano en la région du Chūbu. Tsukada a remporté sa première élection à la mairie en 1985. Il a accompli quatre mandats complets de 4 ans, jusqu'au 10 novembre 2001. En 1997, Tsukada a été vice-président de l'association japonaise des maires de villes.

## Biographie
Tsukada est diplômé du lycée de la préfecture de Nagano à Nagano (長野県長野高等学校, Nagano ken Nagano kōtō gakkō), qui s'appelait lycée du nord de Nagano (長野北高校, Nagano kita kōkō) à l'époque. Il est ensuite diplômé de l'école de commerce de l'université Waseda en 1958. À partir de 1967, il siège au conseil municipal de Nagano et, de 1975 à 1985, il siège à l'assemblée préfectorale de Nagano. Il est élu maire en 1985 lors de sa première candidature. En outre, il a été président du conseil de liaison de la ville de Nagano-Hokuriku Shinkansen.
Tsukada a pris sa retraite de la politique municipale en 2001. Après sa retraite politique, Tsukada a été auditeur au Nagano Jidosha Center et, à partir de 2007, auditeur externe à Moriya Corporation à Nagano,. Tsukada décède le 22 février 2023, à l'âge de 86 ans.